# (1328) Devota
(1328) Devota – planetoida należąca do zewnętrznej części pasa głównego asteroid okrążająca Słońce w ciągu 6 lat i 193 dni w średniej odległości 3,49 au. Została odkryta 21 października 1925 roku Algiers Observatory w Algierze przez Benjamina Jekhowsky'ego. Nazwa planetoidy pochodzi od Fortunato Devoto, prezesa Krajowej Rady obserwatoriów w Argentynie, przyjaciela odkrywcy. Przed nadaniem nazwy planetoida nosiła oznaczenie tymczasowe (1328) 1925 UA.